# Тейни (окръг, Мисури)
Окръг Тейни (на английски: Taney County) е окръг в щата Мисури, Съединени американски щати. Площта му е 1686 km², а населението - 47 023 души. Административен център е град Фърсит.